# 西伯利亞尤皮克族
西伯利亞尤皮克族(俄语：Сибирские юпики)；又稱尤堤人、西伯利亞愛斯基摩人、亞洲愛斯基摩人 。該族群居住在俄羅斯楚科奇半島沿海地區。他們講的語言為尤皮克語或稱為尤堤斯克語。
命名為“尤堤”(俄语：Юиты)被正式授予西伯利亞（亞洲）愛斯基摩人，於1931年為支持在蘇聯本土文化運動而所命名。西雷尼克愛斯基摩人也住在那個地區，但他們的西雷尼克語言已滅絕，且可能代表的愛斯基摩分支組成的第三支爱斯基摩－阿留申语系。

## 生活方式
居住為馴鹿皮與草作所組成的圓錐形帳篷，西伯利亞尤皮克在聖勞倫斯島，居住在薩文格與甘伯爾的村落，最廣為人知的是海象象牙與鯨骨的雕刻作品。
大部分愛斯基摩人信仰文化中，有專門擔任神靈與人的調解人，通常被稱為“巫師”。由於愛斯基摩文化遠非同質化，因此薩滿教的愛斯基摩民族之間也有許多不同之處。西伯利亞尤皮克人的巫師也是如此。相較於美國愛斯基摩人族群中發現有不同之處，其中西伯利亞尤皮克薩滿教強調維持與海洋動物良好的重要關係。西伯利亞尤皮克人的護身符有多種表達形式，並能保護他們或整個家庭，也有狩獵時的護身符。例如： 
1. 烏鴉頭掛在房子的門口，用作一種熟悉的護身符[9]；
2. 數個石頭雕刻出來的海象頭或狗的頭形，佩戴作為個別的護身符等用途[10]。

### 來源
- Рубцова, Е. С. . Москва • Ленинград: Академия Наук СССР. 1954 （俄语）. The transliteration of author’s name, and the rendering of title in English: Rubcova, E. S. . Moscow • Leningrad: Академия наук СССР. 1954.